# Grijsborsttinamoe
De grijsborsttinamoe (Crypturellus boucardi) is een vogel uit de familie tinamoes (Tinamidae). De wetenschappelijke naam van de soort is voor het eerst geldig gepubliceerd in 1859 door Sclater.

## Beschrijving
De grijsborsttinamoe wordt ongeveer 27 cm groot en kan tot 470 g wegen. De rug en kop zijn zwart of kastanjebruin, de vleugels bruin en de borst (zoals de naam al zegt) grijs. De rug is grijsbruin, de keel wit en de poten roze of rood.

## Voedsel
De grijsborsttinamoe eet vruchten, mieren, termieten en andere ongewervelden.

## Voortplanting
Het mannetje paart met 2 tot 4 vrouwtjes, die hun eieren in een nest tussen het struikgewas leggen. Het mannetje broedt de eieren uit en voedt de jongen op.

## Voorkomen
De soort komt voor van het zuiden van Mexico tot Costa Rica en telt twee ondersoorten:
- C. b. boucardi: van zuidelijk Mexico tot noordwestelijk Honduras.
- C. b. costaricensis: van noordelijk en oostelijk Honduras tot Costa Rica.

## Beschermingsstatus
De omvang van de totale populatie wordt geschat op 20-50 duizend vogels. Op de Rode Lijst van de IUCN heeft de soort de status kwetsbaar.